# Drepturile LGBT în lume
|  | Relațiile homosexuale sunt legale            |  |                                                                  |
|  | Căsătorie1                                   |  | Căsătoriile sunt recunoscute, dar nu practicate1                 |
|  | Uniune civilă1                               |  | Coabitare neînregistrată1                                        |
|  | Cuplurile de același sex nu sunt recunoscute |  | Legi care restricționează libertatea de exprimare și de asociere |
|  | Relațiile homosexuale sunt ilegale           |  |                                                                  |
|  | Pedeapsă neaplicată2                         |  | Închisoare                                                       |
|  | Până la închisoare pe viață                  |  | Pedeapsa cu moartea                                              |

Legile care afectează persoanele LGBT variază mult de la o regiune la alta, de la drepturi civile asemenea majorității în America și vestul Europei, la pedepse cu închisoarea sau moartea în țările islamice din Africa de Nord și Peninsula Arabică. 
Drepturile LGBT sunt considerate drepturi ale omului de către Amnesty International și Organizația Națiunilor Unite. Legile privind drepturile LGBT includ, dar nu se limitează la, următoarele:
- permisiunea bărbaților homosexuali de a dona sânge;
- recunoașterea prin lege a relațiilor între persoane de același sex (prin căsătorie sau uniuni similare);
- permisiunea adopției din partea cuplurilor de același sex;
- recunoașterea familiilor LGBT;
- legi pentru protecția copiilor și studenților LGBT de discriminare și bullying;
- legi anti-discriminare la angajare și în obținerea unei locuințe;
- legi privind infracțiunile motivate de ură;
- legi privind egalizarea vârstei de consimțământ;
- accesul egal la tehnologia de reproducere asistată;
- accesul la operație de schimbare a sexului și terapie de substituție hormonală;
- recunoașterea legală și adaptarea la noul gen;
- legi privind orientarea sexuală și înrolarea în armată;
- legi privind libertatea de întrunire și exprimare.

## Recunoașterea cuplurilor de același sex
Până în 2022, 34 de țări au legalizat căsătoriile între persoane de același sex pe întreg teritoriul lor:
- Africa de Sud (2006)
- Andorra (2023)
- Argentina (2010)
- Australia (2017)
- Austria (2019)
- Belgia (2003)
- Brazilia (2013)
- Canada (2005)
- Chile (2022)
- Columbia (2016)
- Costa Rica (2020)
- Cuba (2022)
- Danemarca (2012)
- Ecuador (2019)
- Elveția (2022)
- Finlanda (2017)
- Franța (2013)
- Germania (2017)
- Irlanda (2015)
- Islanda (2010)
- Luxemburg (2015)
- Malta (2017)
- Marea Britanie (2020)
- Mexic (2022)[4]
- Norvegia (2009)
- Noua Zeelandă (2013)
- Olanda (2001)
- Portugalia (2010)
- Slovenia (2022)
- Spania (2005)
- Statele Unite (2015)
- Suedia (2009)
- Taiwan (2019)
- Uruguay (2013)

De asemenea, 12 teritorii dependente au legalizat căsătoriile gay pe întreg teritoriul lor:
- Akrotiri și Dhekelia (2014)
- Gibraltar (2016)
- Groenlanda (2016)
- Guam (2015)
- Guernsey (2017)
- Insula Man (2016)
- Insulele Feroe (2017)
- Insulele Mariane de Nord (2015)
- Insulele Pitcairn (2015)
- Insulele Virgine Americane (2015)
- Puerto Rico (2015)
- Sfânta Elena, Ascension și Tristan da Cunha (2017)

Unele țări oferă cuplurilor de același sex posibilitatea contractării uniunilor civile similare căsătoriei. În Armenia, Estonia și Israel, deși nu se efectuează căsătorii, căsătoriile gay încheiate în străinătate sunt recunoscute prin lege.

## Legi împotriva homosexualității
În noiembrie 2022, 66 de țări precum și patru jurisdicții sub-naționale aveau legi care incriminează homosexualitatea, cele mai multe dintre ele fiind situate în Asia și Africa. În 2006, numărul acestora era de 92. Mai mult, în opt țări actele homosexuale sunt pedepsite cu moartea:
- Arabia Saudită: Cu toate că pedeapsa maximă pentru homosexualitate este execuția, guvernul tinde să aplice alte pedepse (amenzi, încarcerare sau biciuire), cu excepția cazurilor în care homosexualii au recuzat autoritatea statului prin implicarea în mișcări sociale LGBT.
- Brunei
- Iran (la a patra condamnare)
- Mauritania
- Anumite state din nordul Nigeriei unde se aplică Șaria: Bauchi, Borno, Gombe, Jigawa, Kaduna, Kano, Katsina, Kebbi, Niger, Sokoto, Yobe și Zamfara.
- Qatar
- Anumite regiuni din centrul și sud-vestul Somaliei
- Sudan
- Yemen

Țările în care actele homosexuale sunt incriminate, dar nu pedepsite cu moartea includ:
- Afganistan
- Algeria

- Bangladesh
- Barbados
- Burundi
- Camerun
- Comore
- Dominica
- Egipt
- Emiratele Arabe Unite
- Eritreea
- Etiopia
- Grenada
- Fâșia Gaza sub Autoritatea Națională Palestiniană
- Gambia
- Ghana
- Guineea
- Guyana
- Insulele Cook
- Insulele Solomon
- Jamaica
- Kenya
- Kiribati
- Kuwait
- Liberia
- Libia
- Malaezia
- Malawi
- Maldive
- Maroc
- Myanmar
- Namibia
- Nigeria (pedeapsa capitală în unele state)
- Oman
- Pakistan
- Papua Noua Guinee
- Samoa
- Senegal
- Sfânta Lucia
- Sfântul Vicențiu și Grenadinele
- Sierra Leone
- Singapore
- Siria (în regiunile controlate de organizația teroristă Stat Islamic homosexualii sunt executați)
- Sri Lanka
- Somalia (pedeapsa capitală în unele regiuni)
- Sudanul de Sud
- Swaziland
- Tanzania
- Togo
- Tonga
- Tunisia
- Turkmenistan
- Tuvalu
- Uganda
- Uzbekistan
- Zambia
- Zimbabwe

Afganistanul, unde astfel de acte rămân pedepsite cu amenzi și închisoare, a renunțat la pedeapsa cu moartea după căderea regimului taliban în 2001, care a mandatat-o din 1996. India a incriminat homosexualitatea până pe 2 iunie 2009, când Curtea Supremă din Delhi a declarat secțiunea 377 a Codului Penal indian invalid. Cu toate acestea, India a interzis din nou actele homosexuale pe 11 decembrie 2013, acestea putând fi pedepsite în cazurile grave cu închisoare pe viață. Jamaica are unele dintre cele mai dure legi împotriva sodomiei din lume, actele homosexuale fiind pedepsite cu 10 ani de închisoare.
Pe de altă parte, în ultimii ani, numeroase țări au abolit legile împotriva sodomiei, dezincriminând astfel homosexualitatea: Fiji în 2010, Lesotho și São Tomé și Príncipe în 2012, Liban, Ciprul de Nord și Palau în 2014, Mozambic în 2015, Seychelles, Nauru și Belize în 2016, Trinidad și Tobago si India în 2018, Angola și Botswana în 2019, Bhutan în 2021, Antigua și Barbuda și Sfântul Cristofor și Nevis în 2022.

## După țară

### Africa

#### Uniunea Africană
| Drepturi LGBT în: | Relații homosexuale                                                                              | Recunoașterea cuplurilor de același sex | Căsătorie                     | Adopție                                 | LGB le este permisă înrolarea în armată | Legi anti-discriminare privind orientarea sexuală | Legi privind identitatea/expresia de gen |
| ----------------- | ------------------------------------------------------------------------------------------------ | --------------------------------------- | ----------------------------- | --------------------------------------- | --------------------------------------- | ------------------------------------------------- | ---------------------------------------- |
| Uniunea Africană  | / Legale pentru bărbați și femei în 20/55 state membre Legale pentru femei în 26/55 state membre | / În 1/55 state membre                  | / Legală în 1/55 state membre | / Adopție în comun în 1/55 state membre | / În 1/55 state membre                  | / În 7/55 state membre                            | / În 2/55 state membre                   |

#### Africa de Nord
| Drepturi LGBT în:                                | Relații homosexuale | Recunoașterea cuplurilor de același sex | Căsătorie                         | Adopție | LGB le este permisă înrolarea în armată | Legi anti-discriminare privind orientarea sexuală | Legi privind identitatea/expresia de gen |
| ------------------------------------------------ | --- | --------------------------------------- | --------------------------------- | ------- | --------------------------------------- | ------------------------------------------------- | ---------------------------------------- |
| Algeria                                          | Ilegale din 1966 Pedeapsă: închisoare de la 2 luni la 3 ani și amendă                                                     |                                         |                                   |         |                                         |                                                   |                                          |
| Egipt                                            | Ilegale de facto din 2000 Pedeapsă: până la 17 ani de închisoare cu sau fără muncă grea și amendă                         |                                         |                                   |         |                                         |                                                   |                                          |
| Libia                                            | Ilegale din 1953 Pedeapsă: până la 4 ani de închisoare Sunt tolerate execuții ale grupurilor de vigilante.                |                                         |                                   |         |                                         |                                                   |                                          |
| Maroc (inclusiv Provinciile Sudice)              | Ilegale din 1962 Pedeapsă: închisoare de la 6 luni la 3 ani și amendă                                                     |                                         |                                   |         |                                         |                                                   |                                          |
| Sahara Occidentală (exclusiv Provinciile Sudice) | Ilegale din 1944 Pedeapsă: până la 3 ani de închisoare                                                                    |                                         |                                   |         |                                         |                                                   |                                          |
| Sudan                                            | Ilegale din 1899 Pedeapsă: pedeapsa cu moartea la a treia condamnare pentru bărbați și la a patra condamnare pentru femei |                                         |                                   |         |                                         |                                                   |                                          |
| Sudanul de Sud                                   | Ilegale din 1899 Pedeapsă: până la 10 ani de închisoare                                                                   |                                         | Interzisă de Constituție din 2011 |         |                                         |                                                   |                                          |
| Tunisia                                          | Ilegale din 1913 Pedeapsă: până la 3 ani de închisoare                                                                    |                                         |                                   |         |                                         |                                                   |                                          |

#### Africa de Vest
| Drepturi LGBT în: | Relații homosexuale | Recunoașterea cuplurilor de același sex | Căsătorie                         | Adopție | LGB le este permisă înrolarea în armată | Legi anti-discriminare privind orientarea sexuală                                       | Legi privind identitatea/expresia de gen |
| ----------------- | --- | --------------------------------------- | --------------------------------- | --- | --------------------------------------- | --------------------------------------------------------------------------------------- | ---------------------------------------- |
| Benin             | Legale (nicio lege împotriva homosexualității nu a existat vreodată în țară) |                                         |                                   | |                                         |                                                                                         |                                          |
| Burkina Faso      | Legale (nicio lege împotriva homosexualității nu a existat vreodată în țară) |                                         | Interzisă de Constituție din 1991 | |                                         |                                                                                         |                                          |
| Capul Verde       | Legale din 2004 |                                         |                                   | |                                         | Codul Muncii interzice discriminarea pe bază de orientare sexuală la angajare din 2008. |                                          |
| Coasta de Fildeș  | Legale (nicio lege împotriva homosexualității nu a existat vreodată în țară) |                                         |                                   | |                                         |                                                                                         |                                          |
| Gambia            | Ilegale din 1888 Pedeapsă: până la închisoare pe viață |                                         |                                   | |                                         |                                                                                         |                                          |
| Ghana             | Ilegale pentru bărbați din anii 1860 Pedeapsă: până la 3 ani de închisoare dacă sunt consensuale Pentru femei întotdeauna legale |                                         |                                   | |                                         |                                                                                         |                                          |
| Guineea           | Ilegale din 1988 Pedeapsă: închisoare de la 6 luni la 3 ani și amendă |                                         |                                   | |                                         |                                                                                         |                                          |
| Guineea-Bissau    | Legale din 1993 |                                         |                                   | |                                         |                                                                                         |                                          |
| Liberia           | Ilegale din 1976 Pedeapsă: până la 1 an de închisoare sau amendă |                                         |                                   | |                                         |                                                                                         |                                          |
| Mali              | Legale (nicio lege împotriva homosexualității nu a existat vreodată în țară) |                                         |                                   | Articolul 522 din Code des Personnes et de la Famille interzice adopția din partea homosexualilor din 2011. |                                         |                                                                                         |                                          |
| Mauritania        | Ilegale din 1983 Pedeapsă: pentru bărbați omorâre cu pietre, pentru femei închisoare |                                         |                                   | |                                         |                                                                                         |                                          |
| Niger             | Legale (nicio lege împotriva homosexualității nu a existat vreodată în țară) |                                         |                                   | |                                         |                                                                                         |                                          |
| Nigeria           | Ilegale sub legea federală din 1901 Pedeapsă: până la 14 ani de închisoare Ilegale în statele Bauchi, Borno, Gombe, Jigawa, Kaduna, Kano, Katsina, Kebbi, Niger, Sokoto, Yobe și Zamfara sub Șaria Pedeapsă: pentru bărbați moarte, pentru femei lovituri de bici și/sau închisoare |                                         |                                   | |                                         |                                                                                         |                                          |
| Senegal           | Ilegale din 1966 Pedeapsă: închisoare de la 1 la 5 ani și amendă |                                         |                                   | |                                         |                                                                                         |                                          |
| Sierra Leone      | Ilegale pentru bărbați din 1861 Pedeapsă: până la închisoare pe viață (nu este aplicată) Pentru femei întotdeauna legale |                                         |                                   | |                                         |                                                                                         |                                          |
| Togo              | Ilegale din 1884 Pedeapsă: închisoare de la 1 la 3 ani și amendă |                                         |                                   | |                                         |                                                                                         |                                          |

#### Africa Centrală
| Drepturi LGBT în:         | Relații homosexuale | Recunoașterea cuplurilor de același sex | Căsătorie                         | Adopție | LGB le este permisă înrolarea în armată | Legi anti-discriminare privind orientarea sexuală | Legi privind identitatea/expresia de gen |
| ------------------------- | --- | --------------------------------------- | --------------------------------- | ------- | --------------------------------------- | ------------------------------------------------- | ---------------------------------------- |
| Camerun                   | Ilegale din 1972 Pedeapsă: închisoare de la 6 luni la 5 ani și amendă Autoritățile tolerează execuții ale grupurilor de vigilante. |                                         |                                   |         |                                         |                                                   |                                          |
| Ciad                      | Ilegale din 2017 Pedeapsă: închisoare de la 3 luni la 2 ani și amendă                                                              |                                         |                                   |         |                                         |                                                   |                                          |
| Gabon                     | Legale (nicio lege împotriva homosexualității nu a existat vreodată în țară)                                                       |                                         |                                   |         |                                         |                                                   |                                          |
| Guineea Ecuatorială       | Legale din 1968 |                                         |                                   |         |                                         |                                                   |                                          |
| Republica Centrafricană   | Legale (nicio lege împotriva homosexualității nu a existat vreodată în țară)                                                       |                                         |                                   |         |                                         |                                                   |                                          |
| Republica Congo           | Legale (nicio lege împotriva homosexualității nu a existat vreodată în țară)                                                       |                                         |                                   |         |                                         |                                                   |                                          |
| Republica Democrată Congo | Legale (nicio lege împotriva homosexualității nu a existat vreodată în țară)                                                       |                                         | Interzisă de Constituție din 2005 |         |                                         |                                                   |                                          |
| São Tomé și Príncipe      | Legale din 2012 |                                         |                                   |         |                                         |                                                   |                                          |

#### Africa de Sud-Est
| Drepturi LGBT în: | Relații homosexuale                                                                            | Recunoașterea cuplurilor de același sex | Căsătorie                         | Adopție | LGB le este permisă înrolarea în armată | Legi anti-discriminare privind orientarea sexuală | Legi privind identitatea/expresia de gen |
| ----------------- | ---------------------------------------------------------------------------------------------- | --------------------------------------- | --------------------------------- | ------- | --------------------------------------- | ------------------------------------------------- | ---------------------------------------- |
| Burundi           | Ilegale din 2009 Pedeapsă: închisoare de la 3 luni la 2 ani și amendă                          |                                         | Interzisă de Constituție din 2005 |         |                                         |                                                   |                                          |
| Kenya             | Ilegale din 1897 Pedeapsă: până la 14 ani de închisoare                                        |                                         | Interzisă de Constituție din 2010 |         |                                         |                                                   |                                          |
| Rwanda            | Legale din 1980                                                                                |                                         | Interzisă de Constituție din 2003 |         |                                         |                                                   |                                          |
| Tanzania          | Ilegale în Zanzibar din 1864, la nivel național din 1899 Pedeapsă: până la închisoare pe viață |                                         |                                   |         |                                         |                                                   |                                          |
| Uganda            | Ilegale pentru bărbați din 1894 Ilegale pentru femei din 2000 Pedeapsă: 7 ani de închisoare    |                                         | Interzisă de Constituție din 2005 |         |                                         |                                                   |                                          |

#### Cornul Africii
| Drepturi LGBT în: | Relații homosexuale                                                          | Recunoașterea cuplurilor de același sex | Căsătorie | Adopție | LGB le este permisă înrolarea în armată | Legi anti-discriminare privind orientarea sexuală | Legi privind identitatea/expresia de gen |
| ----------------- | ---------------------------------------------------------------------------- | --------------------------------------- | --------- | ------- | --------------------------------------- | ------------------------------------------------- | ---------------------------------------- |
| Djibouti          | Legale (nicio lege împotriva homosexualității nu a existat vreodată în țară) |                                         |           |         |                                         |                                                   |                                          |
| Eritreea          | Ilegale din 1957 Pedeapsă: închisoare de la 10 zile la 3 ani                 |                                         |           |         |                                         |                                                   |                                          |
| Etiopia           | Ilegale Pedeapsă: închisoare de la 1 la 15 ani                               |                                         |           |         |                                         |                                                   |                                          |
| Somalia           | Ilegale din 1962 Pedeapsă: până la moarte                                    |                                         |           |         |                                         |                                                   |                                          |

#### Africa Insulară
| Drepturi LGBT în: | Relații homosexuale                                                                                   | Recunoașterea cuplurilor de același sex | Căsătorie | Adopție | LGB le este permisă înrolarea în armată | Legi anti-discriminare privind orientarea sexuală | Legi privind identitatea/expresia de gen |
| ----------------- | --- | --------------------------------------- | --------- | ------- | --------------------------------------- | ------------------------------------------------- | ---------------------------------------- |
| Comore            | Ilegale din 1982 Pedeapsă: 5 ani de închisoare și amendă                                              |                                         |           |         |                                         |                                                   |                                          |
| Madagascar        | Legale (nicio lege împotriva homosexualității nu a existat vreodată în țară)                          |                                         |           |         |                                         |                                                   |                                          |
| Mauritius         | Ilegale pentru bărbați din 1838 Pedeapsă: până la 5 ani de închisoare Pentru femei întotdeauna legale |                                         |           |         | Nu are armată.                          | Interzice toate formele de discriminare.          |                                          |
| Seychelles        | Legale din 2016                                                                                       |                                         |           |         |                                         | Interzice toate formele de discriminare.          |                                          |

#### Africa de Sud
| Drepturi LGBT în: | Relații homosexuale                                                                                           | Recunoașterea cuplurilor de același sex                         | Căsătorie                                                        | Adopție  | LGB le este permisă înrolarea în armată | Legi anti-discriminare privind orientarea sexuală                                                  | Legi privind identitatea/expresia de gen                                                                   |
| ----------------- | --- | --------------------------------------------------------------- | ---------------------------------------------------------------- | -------- | --------------------------------------- | -------------------------------------------------------------------------------------------------- | --- |
| Africa de Sud     | Legale pentru bărbați din 1998 Pentru femei întotdeauna legale                                                | Recunoaștere limitată a parteneriatelor neînregistrate din 1998 | Din 2006                                                         | Din 2002 | Din 1998                                | Interzice toate formele de discriminare.                                                           | Genul poate fi schimbat după terapie de substituție hormonală și nu necesită operație de schimbare de sex. |
| Angola            | Legale din 2019                                                                                               |                                                                 |                                                                  |          |                                         | Legea generală a muncii interzice discriminarea pe bază de orientare sexuală la angajare din 2015. | |
| Botswana          | Legale din 2019                                                                                               |                                                                 |                                                                  |          |                                         | Employment Act 2010 interzice discriminarea pe bază de orientare sexuală la angajare.              | Schimbarea genului este legală din 2017, dar necesită permisiune judecătorească.                           |
| Lesotho           | Legale pentru bărbați din 2012 Pentru femei întotdeauna legale                                                |                                                                 |                                                                  |          |                                         | | |
| Malawi            | Ilegale din 1891 Pedeapsă: până la 14 ani de închisoare și lovituri de bici (lege suspendată din uz din 2012) |                                                                 | Interzisă de Marriage, Divorce and Family Relations Law din 2015 |          |                                         | | |
| Mozambic          | Legale din 2015                                                                                               |                                                                 |                                                                  |          |                                         | Legea muncii interzice discriminarea pe bază de orientare sexuală la angajare din 2007.            | |
| Namibia           | Ilegale pentru bărbați din 1920 (nu este aplicată) Pentru femei întotdeauna legale                            |                                                                 |                                                                  |          |                                         | | |
| Swaziland         | Ilegale pentru bărbați din 1907 Pentru femei întotdeauna legale                                               |                                                                 |                                                                  |          |                                         | | |
| Zambia            | Ilegale din 1911 Pedeapsă: până la 14 ani de închisoare                                                       |                                                                 |                                                                  |          |                                         | | |
| Zimbabwe          | Ilegale pentru bărbați din 1891 Pedeapsă: tortură, arestare, hărțuire Pentru femei întotdeauna legale         |                                                                 | Interzisă de Constituție din 2013                                |          |                                         | | |

### Americi

#### America de Nord
| Drepturi LGBT în: | Relații homosexuale                                        | Recunoașterea cuplurilor de același sex | Căsătorie | Adopție | LGB le este permisă înrolarea în armată | Legi anti-discriminare privind orientarea sexuală | Legi privind identitatea/expresia de gen |
| ----------------- | ---------------------------------------------------------- | --- | --- | --- | --- | --- | --- |
| Canada            | Legale din 1969                                            | Parteneriat domestic în Noua Scoție (2001) Uniune civilă în Québec (2002) Relație interdependentă adultă în Alberta (2003) Parteneriat de drept comun în Manitoba (2004)                                                                     | Legală în unele provincii și teritorii din 2003, la nivel național din 2005 | Legală în unele provincii și teritorii din 1996, la nivel național din 2010                                                                                | Din 1992 | Interzice toate formele de discriminare. Terapia de conversie ilegală în Manitoba și Ontario din 2015 | Persoanele transgen își pot schimba identitatea sau expresia de gen fără intervenție chirurgicală, iar protecția drepturilor omului include în mod explicit și identitatea sau expresia de gen în toată Canada din 2017.                                                       |
| Mexic             | Legale din 1871                                            | / Uniune civilă în Ciudad de México (2007), Coahuila (2007), Colima (2013), Campeche (2013) și Jalisco (2014) | / Legală în Ciudad de México (2010), Quintana Roo (2012), Coahuila (2014), Chihuahua (2015), Guerrero (2015), Nayarit (2015), Jalisco (2016), Campeche (2016), Michoacán (2016), Colima (2016), Morelos (2016), Chiapas (2017), Puebla (2017) și Baja California (2017) Toate statele sunt obligate să recunoască căsătoriile încheiate în statele în care acestea sunt legale. | / Legală în Ciudad de México (2010), Coahuila (2014), Michoacán (2016) și Colima (2016) La nivel național, cuplurile de același sex căsătorite pot adopta. | | Constituția interzice toate formele de discriminare. | Persoanele transgen își pot schimba genul și numele în Ciudad de México din 2008. Mexicul a adoptat un protocol pentru identitatea de gen și orientarea sexuală în 2014 pe baza dispozițiilor constituționale pentru a proteja în egală măsură drepturile tuturor cetățenilor. |
| Statele Unite     | Legale în unele state din 1962, la nivel național din 2003 | Parteneriat domestic în California (1999), Districtul Columbia (2002), Maine (2004), Oregon (2008), Maryland (2008), Wisconsin (2009) și Nevada (2009) Uniune civilă în New Jersey (2007), Illinois (2011), Hawaii (2012) și Colorado (2013) | Din 2015 | Legală în unele state din 1993, la nivel național din 2015, cu excepția Samoa Americană                                                                    | / Politica „Don't ask, don't tell” a fost abrogată de Barack Obama în 2011. Totuși, în 2017, Donald Trump a anulat parțial decizia lui Obama, hotărând că persoanelor transgen nu le este permisă înrolarea în armată. | / Depinde de stat. Din 2009, Matthew Shepard Act extinde legea federală a crimelor motivate de ură pentru a include și orientarea sexuală și identitatea de gen. Terapia de conversie ilegală în New Jersey (2013), California (2013), Districtul Columbia (2015), Oregon (2015), Illinois (2016), Vermont (2016), New Mexico (2017), Connecticut (2017), Rhode Island (2017) și Nevada (2017) | / Discriminarea pe bază de identitate de gen la angajare și în asigurarea medicală interzisă din 2012. Inclusă în legea federală a crimelor motivate de ură din 2009 |

#### America Centrală
| Drepturi LGBT în: | Relații homosexuale                                                          | Recunoașterea cuplurilor de același sex | Căsătorie                                                     | Adopție                           | LGB le este permisă înrolarea în armată | Legi anti-discriminare privind orientarea sexuală                                                                    | Legi privind identitatea/expresia de gen |
| ----------------- | ---------------------------------------------------------------------------- | --------------------------------------- | ------------------------------------------------------------- | --------------------------------- | --------------------------------------- | --- | --- |
| Belize            | Legale din 2016                                                              |                                         |                                                               |                                   |                                         | Secțiunea 16(3) a Constituției interzice discriminarea pe bază de orientare sexuală.                                 | Persoanele transgen își pot schimba numele fără intervenție chirurgicală. Schimbarea genului nu este permisă.                                                                                           |
| Costa Rica        | Legale din 1971                                                              | Coabitare neînregistrată din 2014       | Legale din 2020                                               | Legale din 2020                   | Nu are armată.                          | Interzice toate formele de discriminare.                                                                             | Persoanele transgender își pot schimba numele și sexul fără intervenție chirurgicală. |
| El Salvador       | Legale (nicio lege împotriva homosexualității nu a existat vreodată în țară) |                                         |                                                               |                                   |                                         | Interzice toate formele de discriminare.                                                                             | Persoanele transgen își pot schimba numele. Este necesară permisiune judecătorească. Interzice infracțiunile motivate de ură din cauza identității de gen din 2010. Schimbarea genului nu este permisă. |
| Guatemala         | Legale din 1871                                                              |                                         |                                                               |                                   |                                         | Código de la Niñez y la Juventud protejează copiii și tinerii de discriminare pe bază de orientare sexuală din 1997. | Persoanele transgen își pot schimba numele fără intervenție chirurgicală din 2016. Este necesară permisiune judecătorească. Schimbarea genului nu este permisă.                                         |
| Honduras          | Legale din 1899                                                              |                                         | Interzisă de Constituție din 2005                             | Interzisă de Constituție din 2005 |                                         | Interzice toate formele de discriminare.                                                                             | Interzice infracțiunile motivate de ură din cauza identității de gen din 2017. |
| Nicaragua         | Legale din 2008                                                              |                                         |                                                               |                                   |                                         | Interzice unele forme de discriminare.                                                                               | |
| Panama            | Legale din 2008                                                              |                                         | Interzisă de Código de Derecho Internacional Privado din 2014 |                                   | Nu are armată.                          | Interzice unele forme de discriminare.                                                                               | Persoanele transgen își pot schimba numele fără intervenție chirurgicală din 2016. Schimbarea genului este permisă după intervenție chirurgicală din 2006.                                              |

#### Caraibe
| Drepturi LGBT în:               | Relații homosexuale | Recunoașterea cuplurilor de același sex | Căsătorie                         | Adopție         | LGB le este permisă înrolarea în armată | Legi anti-discriminare privind orientarea sexuală                                                 | Legi privind identitatea/expresia de gen                                                                   |
| ------------------------------- | --- | --------------------------------------- | --------------------------------- | --------------- | --------------------------------------- | ------------------------------------------------------------------------------------------------- | --- |
| Antigua și Barbuda              | Legale din 2022 |                                         |                                   |                 |                                         |                                                                                                   | |
| Bahamas                         | Legale din 1991 |                                         |                                   |                 |                                         |                                                                                                   | Persoanele transgen își pot schimba genul fără intervenție chirurgicală.                                   |
| Cuba                            | Legale din 1979 | Legale din 2022                         | Legale din 2022                   | Legale din 2022 | Din 1993                                | Interzice unele forme de discriminare.                                                            | Operație de schimbare de sex gratuită din 2008                                                             |
| Dominica                        | Ilegale Pedeapsă: până la 10 ani de închisoare sau încarcerare într-o instituție psihiatrică (nu este aplicată)        |                                         |                                   |                 |                                         |                                                                                                   | |
| Grenada                         | Ilegale pentru bărbați Pedeapsă: până la 10 ani de închisoare Legale pentru femei                                      |                                         |                                   |                 | Nu are armată.                          |                                                                                                   | |
| Haiti                           | Legale din 1791 |                                         |                                   |                 | Nu are armată.                          |                                                                                                   | Travestiții pot fi amendați pentru încălcarea articolului 227 din Codul Penal care interzice vagabondajul. |
| Jamaica                         | Ilegale pentru bărbați Pedeapsă: până la 10 ani de închisoare și/sau muncă grea (nu este aplicată) Legale pentru femei |                                         | Interzisă de Constituție din 1962 |                 |                                         |                                                                                                   | |
| Republica Dominicană            | Legale din 1822 |                                         | Interzisă de Constituție din 2010 |                 |                                         | Ley General de Juventud protejează tinerii de discriminare pe bază de orientare sexuală din 2000. | |
| Sfânta Lucia                    | Ilegale pentru bărbați Pedeapsă: până la 10 ani de închisoare și amendă Legale pentru femei                            |                                         |                                   |                 | Nu are armată.                          |                                                                                                   | |
| Sfântul Cristofor și Nevis      | Legale din 2022 |                                         |                                   |                 |                                         |                                                                                                   | |
| Sfântul Vicențiu și Grenadinele | Ilegale Pedeapsă: până la 10 ani de închisoare                                                                         |                                         |                                   |                 | Nu are armată.                          |                                                                                                   | |
| Trinidad și Tobago              | Legale din 2018 |                                         |                                   |                 |                                         |                                                                                                   | |

#### America de Sud
| Drepturi LGBT în: | Relații homosexuale                                              | Recunoașterea cuplurilor de același sex                                                                              | Căsătorie                                                  | Adopție                                | LGB le este permisă înrolarea în armată                                                                                    | Legi anti-discriminare privind orientarea sexuală | Legi privind identitatea/expresia de gen |
| ----------------- | ---------------------------------------------------------------- | --- | ---------------------------------------------------------- | -------------------------------------- | --- | --- | --- |
| Argentina         | Legale din 1887                                                  | Uniune civilă în Buenos Aires (2003) și Rio Negro (2003)                                                             | Din 2010                                                   | Din 2010                               | Din 2009 | / Discriminarea pe bază de orientare sexuală interzisă în Buenos Aires și Rosario Infracțiunile motivate de ură din cauza orientării sexuale și identității sau expresiei de gen incluse în Codul Penal din 2012 Terapia de conversie ilegală | Persoanele transgen își pot schimba genul și numele fără intervenție chirurgicală sau permisiune judecătorească din 2012.                                                        |
| Bolivia           | Legale                                                           | Din 2020 Uniunile libere                                                                                             | Interzisă de Constituție din 2009                          | Persoanele LGBT pot adopta individual. | | Interzice toate formele de discriminare. | Persoanele transgen își pot schimba genul și numele fără intervenție chirurgicală sau permisiune judecătorească din 2016.                                                        |
| Brazilia          | Legale din 1831                                                  | Uniuni stabile în unele state din 2004 Toate drepturile ca entități familiale recunoscute la nivel național din 2011 | Legală în unele state din 2012, la nivel național din 2013 | Din 2010                               | Din 1969 | Din 2019. Discriminarea pe bază de orientare sexuală interzisă în constituțiile a 23 din cele 27 de state ale Braziliei Terapia de conversie ilegală din 1999                                                                                 | Persoanele transgen își pot schimba genul și numele după intervenție chirurgicală din 2009.                                                                                      |
| Chile             | Legale din 1999                                                  | Contract de asociere civilă din 2015                                                                                 | Din 2022                                                   | Din 2022                               | Din 2012 | Interzice toate formele de discriminare. Terapia de conversie ilegală | Persoanele transgen își pot schimba genul și numele fără intervenție chirurgicală sau permisiune judecătorească din 2019.                                                        |
| Columbia          | Legale din 1981                                                  | Uniune maritală din 2007                                                                                             | Din 2016                                                   | Adopție în comun din 2015              | Din 1999 Din 2009, sistemul militar special de securitate socială poate fi folosit de cuplurile de același sex din armată. | Interzice toate formele de discriminare. | Din 2015, persoanele transgen își pot schimba genul și numele după manifestarea voinței solemne în fața unui notar, fără intervenție chirurgicală sau permisiune judecătorească. |
| Ecuador           | Legale din 1997                                                  | Uniune civilă din 2009                                                                                               | Din 2019                                                   | Persoanele LGBT pot adopta individual. | | Interzice toate formele de discriminare. Terapia de conversie ilegală | Din 2016, persoanele transgen își pot schimba numele și genul în documente. Nu este necesară intervenție chirurgicală sau permisiune judecătorească.                             |
| Guyana            | Ilegale Pedeapsă: până la închisoare pe viață (nu este aplicată) | |                                                            |                                        | | | |
| Paraguay          | Legale din 1880                                                  | | Interzisă de Constituție din 1992                          |                                        | | | |
| Peru              | Legale din 1924                                                  | |                                                            |                                        | Din 2009 | Interzice toate formele de discriminare. | Persoanele transgen își pot schimba genul și numele după intervenție chirurgicală din 2016. Este necesară permisiune judecătorească.                                             |
| Surinam           | Legale din 1869                                                  | |                                                            |                                        | | Interzice unele forme de discriminare. | |
| Uruguay           | Legale din 1934                                                  | Concubinaj din 2008                                                                                                  | Din 2013                                                   | Din 2009                               | Din 2009 | Interzice toate formele de discriminare. Terapia de conversie ilegală | Persoanele transgen își pot schimba genul și numele din 2009. |
| Venezuela         | Legale din 1997                                                  | |                                                            |                                        | | Interzice unele forme de discriminare. | |

### Asia

#### Asia Centrală
| Drepturi LGBT în: | Relații homosexuale                                                                          | Recunoașterea cuplurilor de același sex | Căsătorie                         | Adopție | LGB le este permisă înrolarea în armată | Legi anti-discriminare privind orientarea sexuală | Legi privind identitatea/expresia de gen |
| ----------------- | -------------------------------------------------------------------------------------------- | --------------------------------------- | --------------------------------- | ------- | --------------------------------------- | ------------------------------------------------- | --- |
| Kazahstan         | Legale din 1998                                                                              |                                         |                                   |         |                                         |                                                   | Din 2003, persoanele transgen își pot schimba genul după intervenție chirurgicală, examene medicale fizice și psihiatrice, terapie hormonală și sterilizare. |
| Kirghizstan       | Legale din 1998                                                                              |                                         | Interzisă de Constituție din 2016 |         |                                         |                                                   | |
| Tadjikistan       | Legale din 1998                                                                              |                                         |                                   |         |                                         |                                                   | |
| Turkmenistan      | Ilegale pentru bărbați Pedeapsă: până la 2 ani de închisoare Pentru femei întotdeauna legale |                                         |                                   |         |                                         |                                                   | |
| Uzbekistan        | Ilegale pentru bărbați Pedeapsă: până la 3 ani de închisoare Pentru femei întotdeauna legale |                                         |                                   |         |                                         |                                                   | |

#### Eurasia
| Drepturi LGBT în: | Relații homosexuale                                                                                               | Recunoașterea cuplurilor de același sex | Căsătorie                                                                                     | Adopție | LGB le este permisă înrolarea în armată                                                                      | Legi anti-discriminare privind orientarea sexuală | Legi privind identitatea/expresia de gen                                                          |
| ----------------- | --- | --------------------------------------- | --------------------------------------------------------------------------------------------- | ------- | --- | ------------------------------------------------- | ------------------------------------------------------------------------------------------------- |
| Armenia           | Legale din 2003                                                                                                   |                                         | / Interzisă de Constituție din 2015 Căsătoriile încheiate în străinătate recunoscute din 2017 |         | / Nicio interdicție explicită. Totuși, persoanele LGB sunt disponibilizate din cauza orientării lor sexuale. |                                                   |                                                                                                   |
| Azerbaidjan       | Legale din 2000                                                                                                   |                                         |                                                                                               |         | |                                                   | (necesită sterilizare)                                                                            |
| Cipru             | Legale din 1998                                                                                                   | Coabitare civilă din 2015               |                                                                                               |         | Interzice în mod explicit înrolarea persoanelor LGBT (nu este aplicată).                                     | Interzice toate formele de discriminare.          | Interzice discriminarea pe bază de identitate de gen din 2013. Schimbarea genului nu este legală. |
| Georgia           | Legale din 2000                                                                                                   |                                         |                                                                                               |         | | Interzice toate formele de discriminare.          | (necesită sterilizare)                                                                            |
| Rusia             | Legale din 1993 Ilegale în practică în Cecenia, unde homosexualii sunt răpiți și trimiși în lagăre de concentrare |                                         |                                                                                               |         | / Politică neoficială „Don't ask, don't tell”                                                                | Lege împotriva propagandei homosexuale din 2013   | (necesită sterilizare)                                                                            |
| Turcia            | Legale din 1858                                                                                                   |                                         |                                                                                               |         | |                                                   | (necesită sterilizare)                                                                            |

#### Asia de Vest
| Drepturi LGBT în:     | Relații homosexuale | Recunoașterea cuplurilor de același sex | Căsătorie | Adopție                   | LGB le este permisă înrolarea în armată | Legi anti-discriminare privind orientarea sexuală                                                                                      | Legi privind identitatea/expresia de gen |
| --------------------- | --- | --------------------------------------- | --- | ------------------------- | --------------------------------------- | --- | --- |
| Arabia Saudită        | Ilegale Pedeapsă: închisoare de la câteva luni la pe viață, amendă și/sau lovituri de bici, castrare, tortură sau pedeapsa cu moartea la prima condamnare. A doua condamnare este pasibilă de pedeapsa cu moartea.                                                         |                                         | |                           |                                         | | |
| Bahrain               | Legale din 1976 |                                         | |                           |                                         | | Operații de schimbare de sex permise din 2014 |
| Emiratele Arabe Unite | Ilegale Pedeapsă: închisoare, amendă, moarte, castrare chimică și deportare pentru străini |                                         | |                           |                                         | | Operație de schimbare de sex pentru persoanele a căror sex nu este clar sau ale căror caracteristici fizice nu corespund caracteristicilor lor fiziologice, biologice și genetice. |
| Iordania              | Legale din 1951 |                                         | |                           |                                         | | Schimbarea genului este legală din 2014. |
| Irak                  | Legale din 2003 Legalitatea relațiilor homosexuale este ignorată, iar homosexualii sunt executați de grupurile de vigilante sau tribunalele Șaria. |                                         | |                           |                                         | | |
| Iran                  | Ilegale Pedeapsă: pentru băieți 74 de lovituri de bici și pentru bărbați pedeapsa cu moartea (există cazuri în care minori au fost executați pentru orientarea lor sexuală); pentru femei 50 de lovituri de bici. A patra condamnare este pasibilă de pedeapsa cu moartea. |                                         | |                           |                                         | | Schimbarea genului este legală, dar doar după operație de schimbare de sex. |
| Israel                | Legale din 1988 | Coabitare neînregistrată din 1994       | / Căsătoriile încheiate în străinătate sunt recunoscute de guvern și înregistrate în registrul populației al Ministerului de Interne. | Adopție în comun din 2017 | Din 1993                                | Interzice unele forme de discriminare. Legea fundamentală: Demnitatea umană și libertatea se aplică și homosexualilor și bisexualilor. | Recunoaștere deplină a genului fără intervenție chirurgicală Legea fundamentală: Demnitatea umană și libertatea se aplică și persoanelor transgen.                                 |
| Kuwait                | Ilegale pentru bărbați Pedeapsă: până la 6 ani de închisoare Pentru femei întotdeauna legale |                                         | |                           |                                         | | Codul Penal interzice travestismul din 2008. |
| Liban                 | Legale din 2014 |                                         | |                           |                                         | | Schimbarea genului este legală. |
| Oman                  | Ilegale Pedeapsă: până la 3 ani de închisoare (aplicată doar când cauzează „scandal public”) |                                         | |                           |                                         | | |
| Palestina             | Cisiordania: Legale din 1951 (ca parte a Iordaniei) Fâșia Gaza: Ilegale pentru bărbați Pedeapsă: (de facto) moarte/executare extrajudiciară, (de jure) până la 10 ani de închisoare Pentru femei întotdeauna legale                                                        |                                         | |                           |                                         | | |
| Qatar                 | Ilegale Pedeapsă: amendă sau până la 7 ani de închisoare |                                         | |                           |                                         | | |
| Siria                 | Ilegale Pedeapsă: până la 3 ani de închisoare (legea este suspendată de facto) În teritoriile controlate de Statul Islamic, homosexualii sunt executați. |                                         | |                           |                                         | | Persoanele transgen își pot schimba genul. |
| Yemen                 | Ilegale Pedeapsă: pentru bărbații necăsătoriți 100 de lovituri de bici sau 1 an de închisoare, pentru bărbații căsătoriți omorâre cu pietre; pentru femei până la 3 ani de închisoare                                                                                      |                                         | |                           |                                         | | |

#### Asia de Sud
| Drepturi LGBT în: | Relații homosexuale | Recunoașterea cuplurilor de același sex | Căsătorie                         | Adopție                         | LGB le este permisă înrolarea în armată | Legi anti-discriminare privind orientarea sexuală                          | Legi privind identitatea/expresia de gen                                                                                 |
| ----------------- | --- | --------------------------------------- | --------------------------------- | ------------------------------- | --------------------------------------- | -------------------------------------------------------------------------- | --- |
| Afganistan        | Ilegale Pedeapsă: închisoare grea sau pedeapsa cu moartea (nu se cunosc cazuri de condamnare la moarte pentru homosexualitate după sfârșitul regimului taliban) |                                         | Interzisă de Constituție din 1971 |                                 |                                         |                                                                            | |
| Bangladesh        | Ilegale din 1860 Pedeapsă: amendă și închisoare de la 10 ani la pe viață                                                                                        |                                         |                                   |                                 |                                         |                                                                            | Este recunoscut un al treilea gen (hjira).                                                                               |
| Bhutan            | Legale din 2021 |                                         |                                   |                                 |                                         |                                                                            | |
| India             | Legale din 2018 |                                         |                                   |                                 |                                         |                                                                            | Este recunoscut un al treilea gen (hjira). Persoanele transgen au dreptul constituțional de a-și schimba sexul.          |
| Maldive           | Ilegale Pedeapsă: pentru bărbați exil de la 9 luni la 1 an sau de la 10 la 30 de lovituri de bici; pentru femei arest la domiciliu de la 9 luni la 1 an         |                                         |                                   |                                 |                                         |                                                                            | |
| Nepal             | Legale din 2007 |                                         |                                   |                                 | Din 2007                                | Constituția interzice discriminarea pe bază de orientare sexuală din 2015. | Schimbarea genului este legală din 2007. Un „al treilea gen” recunoscut din 2011                                         |
| Pakistan          | Ilegale Pedeapsă: închisoare de la 2 la 10 ani și amendă (rar aplicată)                                                                                         |                                         |                                   | Persoanele transgen pot adopta. |                                         |                                                                            | Schimbarea genului este legală. Persoanele transgen și intersex se bucură de protecții față de discriminare și hărțuire. |
| Sri Lanka         | Ilegale |                                         |                                   |                                 |                                         | Minoritățile sexuale sunt protejate sub articolul 12 din Constituție.      | Persoanele transgen își pot schimba genul și numele după intervenție chirurgicală din 2016.                              |

#### Asia de Est
| Drepturi LGBT în: | Relații homosexuale                                                          | Recunoașterea cuplurilor de același sex                                                        | Căsătorie | Adopție                                | LGB le este permisă înrolarea în armată | Legi anti-discriminare privind orientarea sexuală                  | Legi privind identitatea/expresia de gen |
| ----------------- | ---------------------------------------------------------------------------- | ---------------------------------------------------------------------------------------------- | --------- | -------------------------------------- | --- | ------------------------------------------------------------------ | --- |
| China             | Legale din 1997                                                              |                                                                                                |           |                                        | |                                                                    | Persoanele transgen își pot schimba genul, dar doar după operație de schimbare de sex. |
| Coreea de Nord    | Legale (nicio lege împotriva homosexualității nu a existat vreodată în țară) |                                                                                                |           |                                        | |                                                                    | Necunoscut, deși se respectă cu strictețe rolurile de gen atât pentru bărbați, cât și pentru femei.                                                                                          |
| Coreea de Sud     | Legale (nicio lege împotriva homosexualității nu a existat vreodată în țară) |                                                                                                |           |                                        | Militarii homosexuali aflați în serviciu sunt evaluați ca având „tulburare de personalitate” sau „dizabilitate comportamentală” și sunt fie instituționalizați, fie disponibilizați. |                                                                    | Schimbarea genului este legală din 2006. |
| Japonia           | Legale din 1880                                                              | / Parteneriate fără recunoaștere legală în Shibuya, Setagaya, Iga, Takaraduka, Naha și Sapporo |           |                                        | | / Unele orașe interzic discriminarea pe bază de orientare sexuală. | Persoanele transgen își pot schimba genul, dar doar după operație de schimbare de sex și în cazul în care persoana nu are copii sub vârsta de 20 de ani.                                     |
| Mongolia          | Legale din 1961                                                              |                                                                                                |           |                                        | | Interzice unele forme de discriminare.                             | Interzice discursul și infracțiunile motivate de ură din cauza identității de gen. Din 2009, persoanele transgen își pot schimba genul după o procedură medicală care să le afirme noul gen. |
| Taiwan            | Legale din 1895                                                              | Din 2017                                                                                       | Din 2019  | Persoanele LGBT pot adopta individual. | | Interzice unele forme de discriminare.                             | Persoanele transgen își pot schimba genul fără intervenție chirurgicală din 2015. |

#### Asia de Sud-Est
| Drepturi LGBT în: | Relații homosexuale | Recunoașterea cuplurilor de același sex | Căsătorie | Adopție                                | LGB le este permisă înrolarea în armată | Legi anti-discriminare privind orientarea sexuală                       | Legi privind identitatea/expresia de gen                                                                  |
| ----------------- | --- | --------------------------------------- | --------- | -------------------------------------- | --- | ----------------------------------------------------------------------- | --- |
| Brunei            | Ilegale Pedeapsă: amendă și până la 10 ani de închisoare sau omorâre cu pietre                                                                   |                                         |           |                                        | |                                                                         | |
| Cambodgia         | Legale (nicio lege împotriva homosexualității nu a existat vreodată în țară)                                                                     |                                         |           |                                        | |                                                                         | |
| Filipine          | Legale din 1933 |                                         |           | Persoanele LGBT pot adopta individual. | Din 2009 | / Cebu, Quezon City, Davao și Albay au ordonanțe anti-discriminare.     | |
| Indonezia         | Legale la nivel național Ilegale în Aceh (pentru toți locuitorii) Pedeapsă: până la 100 de lovituri de bici și până la 100 de luni de închisoare |                                         |           |                                        | |                                                                         | |
| Laos              | Legale (nicio lege împotriva homosexualității nu a existat vreodată în țară)                                                                     |                                         |           |                                        | |                                                                         | |
| Malaezia          | Ilegale Pedeapsă: amendă, închisoare de la 2 la 20 de ani sau lovituri de bici                                                                   |                                         |           |                                        | |                                                                         | |
| Myanmar           | Ilegale Pedeapsă: amendă și închisoare de la 10 ani la pe viață (nu este aplicată)                                                               |                                         |           |                                        | |                                                                         | |
| Singapore         | Ilegale pentru bărbați Pedeapsă: până la 2 ani de închisoare (nu este aplicată din 1999) Legale pentru femei din 2007                            |                                         |           |                                        | / Datorită serviciului militar obligatoriu, dar homosexualii nu au voie să se înscrie în școala de comandă sau să servească în unități sensibile. |                                                                         | Persoanele transgen își pot schimba genul, dar doar după operație de schimbare de sex.                    |
| Thailanda         | Legale din 1956 |                                         |           |                                        | Din 2005 | Interzice toate formele de discriminare.                                | Persoanele transgen își pot schimba numele după operație de schimbare de sex.                             |
| Timorul de Est    | Legale din 1975 |                                         |           |                                        | | Din 2009, legea crimelor motivate de ură include și orientarea sexuală. | |
| Vietnam           | Legale (nicio lege împotriva homosexualității nu a existat vreodată în țară)                                                                     |                                         |           |                                        | |                                                                         | Schimbarea sexului recunoscută și legalizată de Adunarea Națională după modificarea Codului Penal în 2015 |

### Europa

#### Uniunea Europeană
| Drepturi LGBT în: | Relații homosexuale                  | Recunoașterea cuplurilor de același sex | Căsătorie                      | Adopție                                                                                        | LGB le este permisă înrolarea în armată | Legi anti-discriminare privind orientarea sexuală                                                                  | Legi privind identitatea/expresia de gen |
| ----------------- | ------------------------------------ | --------------------------------------- | ------------------------------ | ---------------------------------------------------------------------------------------------- | --------------------------------------- | --- | ---------------------------------------- |
| Uniunea Europeană | Legale în toate cele 28 state membre | / În 22/28 state membre                 | / Legală în 15/28 state membre | / Adopție în comun în 14/28 state membre Adopție de către părinte vitreg în 18/28 state membre | / În 27/28 state membre                 | / Calitatea de membru necesită ca statul să interzică discriminarea pe bază de orientare sexuală doar la angajare. | / În 26/28 state membre                  |

#### Europa Centrală
| Drepturi LGBT în: | Relații homosexuale                                                          | Recunoașterea cuplurilor de același sex                                                                                          | Căsătorie                                                | Adopție                                                                       | LGB le este permisă înrolarea în armată | Legi anti-discriminare privind orientarea sexuală | Legi privind identitatea/expresia de gen |
| ----------------- | ---------------------------------------------------------------------------- | --- | -------------------------------------------------------- | ----------------------------------------------------------------------------- | --------------------------------------- | ------------------------------------------------- | --- |
| Austria           | Legale din 1971                                                              | Parteneriat înregistrat din 2010                                                                                                 | Din 2019                                                 | Adopție în comun din 2016 (+ recunoaștere automată a ambilor părinți)         |                                         | Interzice toate formele de discriminare.          | Schimbarea genului este legală. |
| Cehia             | Legale din 1962 (ca parte a Cehoslovaciei)                                   | Parteneriat înregistrat din 2006                                                                                                 |                                                          | Persoanele LGBT aflate într-un parteneriat înregistrat pot adopta individual. |                                         | Interzice toate formele de discriminare.          | Persoanele transgen își pot schimba genul și numele după intervenție chirurgicală. Necesită sterilizare. |
| Croația           | Legale din 1977 (ca parte a Iugoslaviei)                                     | Parteneriat pe viață din 2014 | Interzisă de Constituție în urma referendumului din 2013 | / Tutelă din 2014                                                             |                                         | Interzice toate formele de discriminare.          | Interzice discriminarea pe bază de identitate și expresie de gen. Schimbarea genului este reglementată de o poliță specială emisă de Ministerul Sănătății.                                                                                               |
| Elveția           | Legale la nivel național din 1942                                            | Parteneriat înregistrat în Geneva (2001), Zürich (2003), Neuchâtel (2004) și Fribourg (2004), la nivel național din 2007         |                                                          | / Adopție de către părinte vitreg din 2018                                    |                                         | Interzice unele forme de discriminare.            | Documentele pot fi emise pe baza noii identități de gen a persoanei. Sterilizarea este necesară din punct de vedere tehnic, dar nu a mai fost pusă în aplicare din 2012. Parteneriatul înregistrat poate deveni căsătorie pentru noul cuplu de sex opus. |
| Germania          | Legale în Germania de Est din 1968 și în Germania de Vest din 1969           | Parteneriat înregistrat pe viață din 2001 până în 2017 (parteneriatele existente și noile parteneriate străine încă recunoscute) | Din 2017                                                 | Din 2017                                                                      |                                         | Interzice toate formele de discriminare.          | Schimbarea genului este legală. |
| Liechtenstein     | Legale din 1989                                                              | Parteneriat înregistrat din 2011                                                                                                 |                                                          | Persoanele LGBT pot adopta individual.                                        | Nu are armată.                          |                                                   | Schimbarea genului nu este legală. |
| Polonia           | Legale (nicio lege împotriva homosexualității nu a existat vreodată în țară) | | Interzisă de Constituție din 1997                        | Persoanele LGBT pot adopta individual. Adopția în comun ilegală               |                                         | Interzice unele forme de discriminare.            | |
| Slovacia          | Legale din 1962 (ca parte a Cehoslovaciei)                                   | | Interzisă de Constituție din 2014                        | Persoanele LGBT pot adopta individual.                                        |                                         | Interzice toate formele de discriminare.          | (necesită sterilizare) |
| Slovenia          | Legale din 1977 (ca parte a Iugoslaviei)                                     | Parteneriat înregistrat din 2006                                                                                                 | Din 2017                                                 | / Adopție de către părinte vitreg din 2011                                    |                                         | Interzice toate formele de discriminare.          | Schimbarea genului este legală. |
| Ungaria           | Legale din 1962                                                              | Parteneriat înregistrat din 2009                                                                                                 | Interzisă de Constituție din 2012                        | Persoanele LGBT pot adopta individual.                                        |                                         | Interzice toate formele de discriminare.          | Legea CXXV din 2003 privind tratamentul egal și promovarea egalității de șanse interzice discriminarea pe bază de identitate de gen. Ministerul Resurselor Umane nu mai decontează operațiile de schimbare de sex din 2016.                              |

#### Europa de Est
| Drepturi LGBT în: | Relații homosexuale                                                                                               | Recunoașterea cuplurilor de același sex | Căsătorie                                                                                     | Adopție                                | LGB le este permisă înrolarea în armată | Legi anti-discriminare privind orientarea sexuală | Legi privind identitatea/expresia de gen |
| ----------------- | --- | --------------------------------------- | --------------------------------------------------------------------------------------------- | -------------------------------------- | --- | ------------------------------------------------- | --- |
| Armenia           | Legale din 2003                                                                                                   |                                         | / Interzisă de Constituție din 2015 Căsătoriile încheiate în străinătate recunoscute din 2017 |                                        | / Nicio interdicție explicită. Totuși, persoanele LGB sunt disponibilizate din cauza orientării lor sexuale.                                   |                                                   | |
| Azerbaidjan       | Legale din 2000                                                                                                   |                                         |                                                                                               |                                        | |                                                   | (necesită sterilizare) |
| Belarus           | Legale din 1994                                                                                                   |                                         | Interzisă de Constituție din 1994                                                             |                                        | / Homosexualilor le este interzis serviciul militar pe timp de pace, dar pe timp de război aceștia au voie să se înroleze ca parțial capabili. |                                                   | |
| Georgia           | Legale din 2000                                                                                                   |                                         |                                                                                               |                                        | | Interzice toate formele de discriminare.          | (necesită sterilizare) |
| Kazahstan         | Legale din 1998                                                                                                   |                                         |                                                                                               |                                        | |                                                   | Din 2003, persoanele transgen își pot schimba genul după intervenție chirurgicală, examene medicale fizice și psihiatrice, terapie hormonală și sterilizare. |
| Republica Moldova | Legale din 1995                                                                                                   |                                         | Interzisă de Constituție din 1994                                                             |                                        | | Interzice unele forme de discriminare.            | (necesită sterilizare) |
| România           | Legale din 1996                                                                                                   |                                         |                                                                                               | Persoanele LGBT pot adopta individual. | | Interzice toate formele de discriminare.          | Persoanele transgen își pot schimba genul și numele după intervenție chirurgicală. Necesită sterilizare.                                                     |
| Rusia             | Legale din 1993 Ilegale în practică în Cecenia, unde homosexualii sunt răpiți și trimiși în lagăre de concentrare |                                         |                                                                                               |                                        | / Politică neoficială „Don't ask, don't tell”                                                                                                  | Lege împotriva propagandei homosexuale din 2013   | (necesită sterilizare) |
| Ucraina           | Legale din 1991                                                                                                   |                                         | Interzisă de Constituție din 1996                                                             | Persoanele LGBT pot adopta individual. | / Politicile depind de comisarii regionali. | Interzice unele forme de discriminare.            | (necesită sterilizare) |

#### Europa de Nord
| Drepturi LGBT în:                  | Relații homosexuale                     | Recunoașterea cuplurilor de același sex                                                   | Căsătorie                                                   | Adopție | LGB le este permisă înrolarea în armată | Legi anti-discriminare privind orientarea sexuală | Legi privind identitatea/expresia de gen |
| ---------------------------------- | --------------------------------------- | ----------------------------------------------------------------------------------------- | ----------------------------------------------------------- | --- | --------------------------------------- | ------------------------------------------------- | --- |
| Danemarca                          | Legale din 1933                         | Parteneriat înregistrat din 1989 până în 2012 (parteneriatele existente încă recunoscute) | Din 2012                                                    | Adopție în comun din 2010 (+ recunoaștere automată a ambilor părinți)                                                                        |                                         | Interzice toate formele de discriminare.          | Schimbarea și recunoașterea genului este posibilă fără intervenție chirurgicală sau terapie hormonală. |
| Estonia                            | Legale din 1992                         | Acord de coabitare din 2016                                                               | / Căsătoriile încheiate în străinătate recunoscute din 2016 | / Adopție de către părinte vitreg din 2016 Cuplurile în care ambii parteneri sunt infertili pot adopta împreună copii nonbiologici din 2016. |                                         | Interzice toate formele de discriminare.          | Schimbarea genului este legală. |
| Finlanda (inclusiv Insulele Åland) | Legale din 1971                         | Parteneriat înregistrat din 2002 până în 2017 (parteneriatele existente încă recunoscute) | Din 2017                                                    | Adopție în comun din 2017 |                                         | Interzice toate formele de discriminare.          | Schimbarea și recunoașterea genului este posibilă numai cu sterilizare. |
| Islanda                            | Legale din 1940 (ca parte a Danemarcii) | Parteneriat înregistrat din 1996 până în 2010 (parteneriatele existente încă recunoscute) | Din 2010                                                    | Din 2006 (+ recunoaștere automată a ambilor părinți)                                                                                         | Nu are armată.                          | Interzice toate formele de discriminare.          | Persoanele transgen își pot schimba numele și genul fără intervenție chirurgicală. Din 2012, Spitalul Universitar Național este obligat să efectueze operații de schimbare de sex.                                                       |
| Letonia                            | Legale din 1992                         |                                                                                           | Interzisă de Constituție din 2006                           | Persoanele LGBT pot adopta individual. |                                         | Interzice unele forme de discriminare.            | Documentele sunt modificate după noul gen, fără intervenție chirurgicală. |
| Lituania                           | Legale din 1993                         |                                                                                           | Interzisă de Constituție din 1992                           | |                                         | Interzice toate formele de discriminare.          | Schimbarea genului este legală din 2003. |
| Norvegia                           | Legale din 1972                         | Parteneriat înregistrat din 1993 până în 2009 (parteneriatele existente încă recunoscute) | Din 2009                                                    | Din 2009 (+ recunoaștere automată a ambilor părinți)                                                                                         |                                         | Interzice toate formele de discriminare.          | Din 2016, persoanele transgen de peste 16 ani își pot schimba genul fără evaluare psihiatrică sau psihologică, diagnoză sau intervenție chirurgicală. Persoanele transgen între 6 și 16 ani își pot schimba genul cu acordul părinților. |
| Suedia                             | Legale din 1944                         | Parteneriat înregistrat din 1995 până în 2009 (parteneriatele existente încă recunoscute) | Din 2009                                                    | Din 2003 (+ recunoaștere automată a ambilor părinți)                                                                                         |                                         | Interzice toate formele de discriminare.          | Din 2015, persoanele transgen își pot schimba genul fără evaluare psihiatrică sau psihologică, diagnoză sau intervenție chirurgicală. |

#### Europa de Sud
| Drepturi LGBT în:     | Relații homosexuale                                                                                      | Recunoașterea cuplurilor de același sex | Căsătorie                         | Adopție                                                       | LGB le este permisă înrolarea în armată                                  | Legi anti-discriminare privind orientarea sexuală                                                                | Legi privind identitatea/expresia de gen |
| --------------------- | --- | --- | --------------------------------- | ------------------------------------------------------------- | ------------------------------------------------------------------------ | --- | --- |
| Albania               | Legale din 1995                                                                                          | |                                   |                                                               |                                                                          | Interzice toate formele de discriminare.                                                                         | Interzice discriminarea pe bază de identitate de gen din 2013. Nicio recunoaștere legală                                                                                      |
| Andorra               | Legale din 1990                                                                                          | Uniune civilă din 2014 |                                   | Din 2014                                                      | Nu are armată.                                                           | Interzice toate formele de discriminare.                                                                         | Nicio recunoaștere legală |
| Bosnia și Herțegovina | Legale în Federația Bosniei și Herțegovinei și Republika Srpska din 1998 și în Districtul Brčko din 2001 | |                                   |                                                               |                                                                          | Interzice toate formele de discriminare.                                                                         | Legea crimelor motivate de ură include și identitatea de gen, dar schimbarea genului necesită intervenție chirurgicală.                                                       |
| Bulgaria              | Legale din 1968                                                                                          | | Interzisă de Constituție din 1991 | Persoanele LGBT pot adopta individual.                        |                                                                          | Interzice toate formele de discriminare.                                                                         | Interzice discriminarea pe bază de identitate de gen, dar schimbarea genului necesită sterilizare.                                                                            |
| Cipru                 | Legale din 1998                                                                                          | Coabitare civilă din 2015 |                                   |                                                               | Interzice în mod explicit înrolarea persoanelor LGBT (nu este aplicată). | Interzice toate formele de discriminare.                                                                         | Interzice discriminarea pe bază de identitate de gen din 2013. Schimbarea genului nu este legală.                                                                             |
| Grecia                | Legale din 1951                                                                                          | Uniune civilă din 2015 |                                   | Persoanele LGBT pot adopta individual.                        |                                                                          | Interzice toate formele de discriminare.                                                                         | Schimbarea genului este legală din 2017. |
| Italia                | Legale din 1890                                                                                          | Uniune civilă din 2016 |                                   | / Adopția de către părinte vitreg admisă de Curtea de Casație |                                                                          | Interzice unele forme de discriminare.                                                                           | Persoanele transgen își pot schimba genul și numele fără sterilizare din 2015.                                                                                                |
| Kosovo                | Legale din 1994 (ca parte a Iugoslaviei)                                                                 | |                                   | Persoanele LGBT pot adopta individual.                        |                                                                          | Interzice toate formele de discriminare.                                                                         | Nicio recunoaștere legală. |
| Macedonia             | Legale din 1996                                                                                          | |                                   |                                                               |                                                                          | | |
| Malta                 | Legale din 1973                                                                                          | Uniune civilă din 2014 | Din 2017                          | Din 2014                                                      |                                                                          | Constituția interzice discriminarea pe bază de orientare sexuală din 2014. Terapia de conversie ilegală din 2016 | Constituția interzice discriminarea pe bază de identitate de gen din 2014. Din 2016, persoanele transgen de peste 16 ani își pot schimba genul fără intervenție chirurgicală. |
| Muntenegru            | Legale din 1977 (ca parte a Iugoslaviei)                                                                 | | Interzisă de Constituție din 2007 |                                                               |                                                                          | Interzice toate formele de discriminare.                                                                         | Interzice discriminarea pe bază de identitate de gen, dar schimbarea genului necesită sterilizare.                                                                            |
| Portugalia            | Legale din 1983                                                                                          | Uniune civilă din 2001 | Din 2010                          | Din 2016 (+ recunoaștere automată a ambilor părinți)          |                                                                          | Interzice toate formele de discriminare.                                                                         | Toate documentele pot fi modificate conform noului gen din 2011. |
| San Marino            | Legale din 1865                                                                                          | / Coabitare neînregistrată din 2012 (numai în scopuri legate de imigrare) |                                   |                                                               |                                                                          | Interzice toate formele de discriminare.                                                                         | Nicio recunoaștere legală |
| Spania                | Legale din 1979                                                                                          | Uniune civilă în Catalonia (1998), Aragon (1999), Navarra (2000), Castilia-La Mancha (2000), Valencia (2001), Insulele Baleare (2001), Madrid (2001), Asturia (2002), Castilia și León (2002), Andaluzia (2002), Insulele Canare (2003), Extremadura (2003), Țara Bascilor (2003), Cantabria (2005), Galicia (2008) și La Rioja (2010) | Din 2005                          | Din 2005 (+ recunoaștere automată a ambilor părinți)          |                                                                          | Interzice toate formele de discriminare.                                                                         | Toate documentele pot fi modificate conform noului gen din 2007. |
| Turcia                | Legale din 1858                                                                                          | |                                   |                                                               |                                                                          | | (necesită sterilizare) |
| Vatican               | Legale din 1890 (ca parte a Italiei)                                                                     | |                                   |                                                               | Nu are armată.                                                           | | |

#### Europa de Vest
| Drepturi LGBT în: | Relații homosexuale | Recunoașterea cuplurilor de același sex                                             | Căsătorie                                                                          | Adopție | LGB le este permisă înrolarea în armată | Legi anti-discriminare privind orientarea sexuală | Legi privind identitatea/expresia de gen                                                                     |
| ----------------- | --- | ----------------------------------------------------------------------------------- | ---------------------------------------------------------------------------------- | --- | --------------------------------------- | ------------------------------------------------- | --- |
| Belgia            | Legale din 1795 | Coabitare legală din 2000                                                           | Din 2003                                                                           | Din 2006 (+ recunoaștere automată a ambilor părinți)                                                                                     |                                         | Interzice toate formele de discriminare.          | Din 2017, schimbarea numelui nu necesită schimbarea sexului, iar schimbarea sexului nu necesită sterilizare. |
| Franța            | Legale din 1791 | Pact de solidaritate civilă din 1999                                                | Din 2013                                                                           | Din 2013 |                                         | Interzice toate formele de discriminare.          | Din 2017, schimbarea sexului nu necesită sterilizare.                                                        |
| Irlanda           | Legale pentru bărbați din 1993 Pentru femei întotdeauna legale                                                                              | Parteneriat civil din 2011 până în 2015 (parteneriatele existente încă recunoscute) | Din 2015 după un referendum de modificare a Constituției                           | Adopție în comun din 2017 (+ recunoaștere automată a ambilor părinți)                                                                    |                                         | Interzice toate formele de discriminare.          | Gender Recognition Act 2015                                                                                  |
| Luxemburg         | Legale din 1795 | Parteneriat înregistrat din 2004                                                    | Din 2015                                                                           | Din 2015 |                                         | Interzice toate formele de discriminare.          | (necesită sterilizare)                                                                                       |
| Marea Britanie    | Legale pentru bărbați în Anglia și Țara Galilor din 1967, în Scoția din 1981 și în Irlanda de Nord din 1982 Pentru femei întotdeauna legale | Parteneriat civil din 2005                                                          | Legală în Anglia, Țara Galilor și Scoția din 2014 Nerecunoscută în Irlanda de Nord | Legală în Anglia și Țara Galilor din 2005, în Scoția din 2009 și în Irlanda de Nord din 2013 (+ recunoaștere automată a ambilor părinți) | Din 2000                                | Interzice toate formele de discriminare.          | Gender Recognition Act 2004                                                                                  |
| Monaco            | Legale din 1793 |                                                                                     |                                                                                    | | Franța este responsabilă de apărare.    | Interzice unele forme de discriminare.            | |
| Olanda            | Legale din 1811 | Parteneriat înregistrat din 1998                                                    | Din 2001                                                                           | Din 2001 (+ recunoaștere automată a ambilor părinți)                                                                                     |                                         | Interzice toate formele de discriminare.          | Persoanele transgen își pot schimba genul fără sterilizare și intervenție chirurgicală din 2014.             |

### Oceania

#### Australasia
| Drepturi LGBT în:                                                         | Relații homosexuale | Recunoașterea cuplurilor de același sex | Căsătorie                                    | Adopție | LGB le este permisă înrolarea în armată | Legi anti-discriminare privind orientarea sexuală | Legi privind identitatea/expresia de gen     |
| ------------------------------------------------------------------------- | --- | --- | -------------------------------------------- | --- | --------------------------------------- | ------------------------------------------------- | -------------------------------------------- |
| Australia (inclusiv Insulele Cocos, Insula Crăciunului și Insula Norfolk) | Legale în Australia de Sud din 1972, în Victoria din 1981, în Noua Galie de Sud din 1983, în Teritoriul de Nord din 1984, în Teritoriul Capitalei Australiene din 1985, în Australia de Vest din 1990, în Queensland din 1991, în Insula Norfolk din 1993 și în Insula Crăciunului și Insulele Cocos din 1997 | Parteneriat domestic în Tasmania (2004), Victoria (2008), Noua Galie de Sud (2010), Queensland (2012) și Australia de Sud (2017) Uniune civilă în Teritoriul Capitalei Australiene (2012) | Din 2017, după un sondaj național prin poștă | Adopție în comun în Australia de Vest (2002), Teritoriul Capitalei Australiene (2004), Noua Galie de Sud (2010), Tasmania (2013), Victoria (2016), Queensland (2016) și Australia de Sud (2017) (+ recunoaștere automată a ambilor părinți) Proiect de lege în discuție în Teritoriul de Nord | Din 1992                                | Interzice toate formele de discriminare.          |                                              |
| Noua Zeelandă                                                             | Legale din 1986 | Uniune civilă din 2005 | Din 2013                                     | Din 2013 (+ recunoaștere automată a ambilor părinți) | Din 1993                                | Interzice toate formele de discriminare.          | Acoperite sub Human Rights Act 1993 din 2006 |

#### Melanezia
| Drepturi LGBT în: | Relații homosexuale                                                                                  | Recunoașterea cuplurilor de același sex | Căsătorie                            | Adopție | LGB le este permisă înrolarea în armată | Legi anti-discriminare privind orientarea sexuală                                                               | Legi privind identitatea/expresia de gen                                                |
| ----------------- | --- | --------------------------------------- | ------------------------------------ | ------- | --------------------------------------- | --- | --------------------------------------------------------------------------------------- |
| Fiji              | Legale din 2010                                                                                      |                                         | Interzisă de Codul Familiei din 2002 |         |                                         | Constituția interzice discriminarea pe bază de orientare sexuală din 2013.                                      | Constituția interzice discriminarea pe bază de identitate sau expresie de gen din 2013. |
| Insulele Solomon  | Ilegale Pedeapsă: până la 14 ani de închisoare                                                       |                                         |                                      |         | Nu are armată.                          | Ultimul proiect de revizuire a Constituției permite în mod explicit discriminarea pe bază de orientare sexuală. |                                                                                         |
| Papua Noua Guinee | Ilegale pentru bărbați Pedeapsă: până la 14 ani de închisoare (nu este aplicată) Legale pentru femei |                                         |                                      |         |                                         | |                                                                                         |
| Vanuatu           | Legale din 2007                                                                                      |                                         |                                      |         |                                         | Teaching Service Act 2013 interzice discriminarea pe bază de orientare sexuală în recrutarea profesorilor.      |                                                                                         |

#### Micronezia
| Drepturi LGBT în:                | Relații homosexuale                                                                                  | Recunoașterea cuplurilor de același sex | Căsătorie                         | Adopție | LGB le este permisă înrolarea în armată | Legi anti-discriminare privind orientarea sexuală | Legi privind identitatea/expresia de gen |
| -------------------------------- | --- | --------------------------------------- | --------------------------------- | ------- | --------------------------------------- | ------------------------------------------------- | ---------------------------------------- |
| Insulele Marshall                | Legale din 2005                                                                                      |                                         |                                   |         | Nu are armată.                          |                                                   |                                          |
| Kiribati                         | Ilegale pentru bărbați Pedeapsă: până la 14 ani de închisoare (nu este aplicată) Legale pentru femei |                                         |                                   |         | Nu are armată.                          | Interzice unele forme de discriminare.            |                                          |
| Nauru                            | Legale din 2016                                                                                      |                                         |                                   |         | Nu are armată.                          |                                                   |                                          |
| Palau                            | Legale din 2014                                                                                      |                                         | Interzisă de Constituție din 2008 |         | Nu are armată.                          |                                                   |                                          |
| Statele Federate ale Microneziei | Legale                                                                                               |                                         |                                   |         | Nu are armată.                          |                                                   |                                          |

#### Polinezia
| Drepturi LGBT în: | Relații homosexuale                                                                                  | Recunoașterea cuplurilor de același sex | Căsătorie | Adopție | LGB le este permisă înrolarea în armată | Legi anti-discriminare privind orientarea sexuală | Legi privind identitatea/expresia de gen |
| ----------------- | --- | --------------------------------------- | --------- | ------- | --------------------------------------- | ------------------------------------------------- | --- |
| Samoa             | Ilegale pentru bărbați Pedeapsă: până la 7 ani de închisoare (nu este aplicată) Legale pentru femei  |                                         |           |         | Nu are armată.                          | Interzice unele forme de discriminare.            | Samoa are o comunitate transgen mare numită fa'afafine. Aceasta este o parte recunoscută a obiceiurilor tradiționale samoane și, de obicei, se referă la femeile trans. |
| Tonga             | Ilegale pentru bărbați Pedeapsă: până la 10 ani de închisoare (nu este aplicată) Legale pentru femei |                                         |           |         |                                         |                                                   | |
| Tuvalu            | Ilegale pentru bărbați Pedeapsă: până la 14 ani de închisoare (nu este aplicată) Legale pentru femei |                                         |           |         | Nu are armată.                          |                                                   | |